# Substitute – The Songs of The Who
Substitute – The Songs of The Who ist ein Tributealbum für die britische Rockband The Who. Das 2001 veröffentlichte Album enthält zehn Coverversionen britischer und amerikanischer Musiker und Bands sowie eine Liveversion des Titelsongs, von The Who selbst eingespielt.

## Hintergrund
Die Idee für das Album hatte Bob Pridden, der als Tontechniker und Produzent seit über 40 Jahren mit The Who zusammenarbeitet. Mit der Band Cast hatte Pridden eine Coverversion des Stücks The Seeker aufgenommen, die ursprünglich nur als B-Seite einer Single vorgesehen war. Priddens Tochter kam auf die Idee, ein komplettes Album mit Who-Coversongs rauszubringen.
Unter den Künstlern finden sich britische Musiker wie Paul Weller oder David Bowie und amerikanische Bands wie Pearl Jam oder Fastball. Im Booklet schreiben alle Musiker über ihr Verhältnis zu den Who. Erwähnt wird dabei nicht nur die musikalische Qualität, sondern auch die kulturelle Bedeutung der Band. So schreibt Paul Weller:

“The first time I heard the album My Generation it just blew my head off. The power and the danger in the playing coupled with Pete’s [Townshend] abstract street poetry was just fantastic.”

Im Song Who Are You von den Stereophonics singt Noel Gallagher, Gitarrist der Band Oasis, die Backing Vocals.
Von der Kritik wurde das Album eher verhalten aufgenommen. Bemängelt wurde unter anderem, dass die Produktion der Stücke zu brav sei und damit den Idealen der Band, die in den 1960er und 1970er Jahren eher auf Provokation setzte, entgegenstehe.

## Titelliste
1. Cast – The Seeker – 3:27

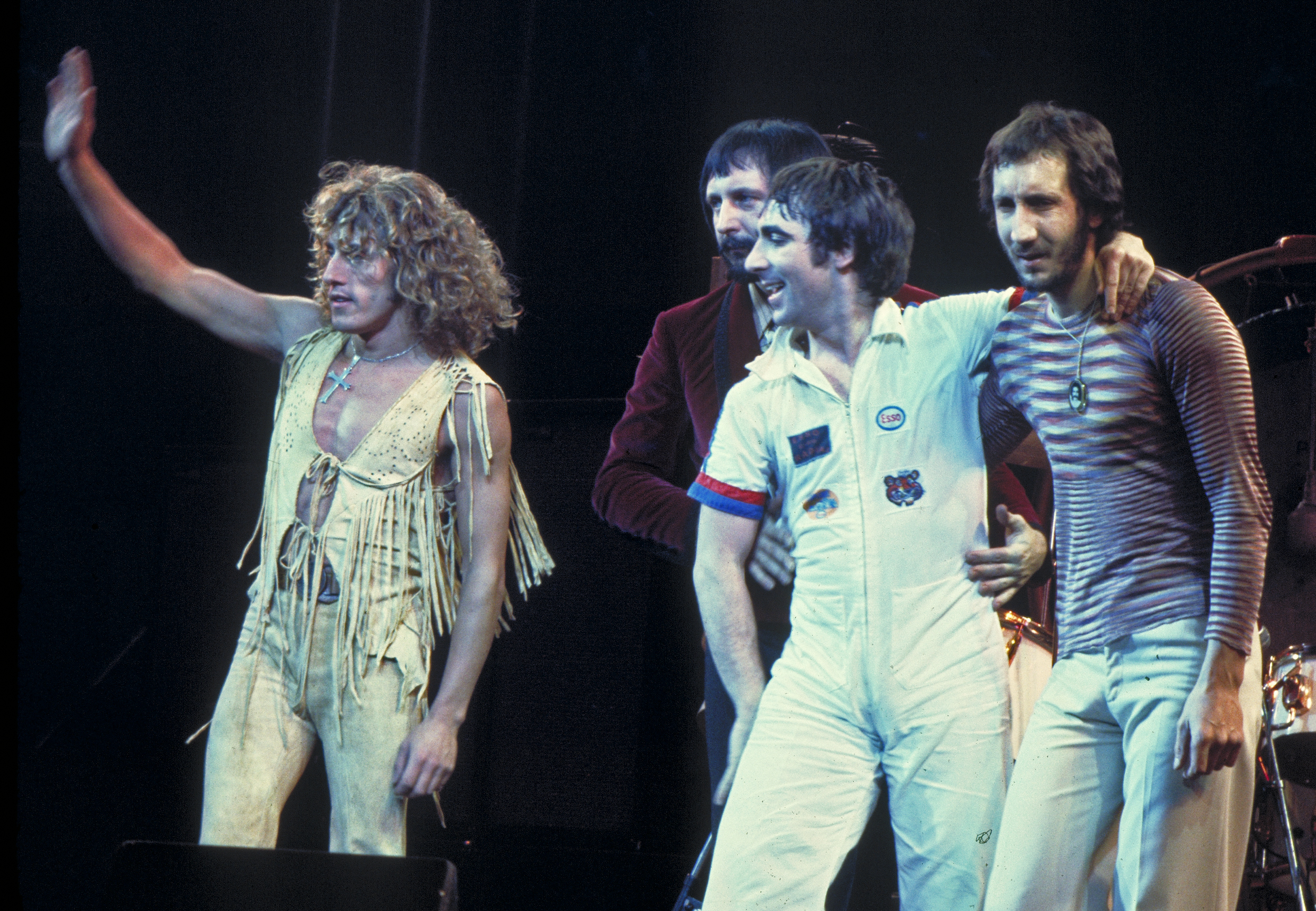
The Who, 1975 in Chicago

2. Ocean Colour Scene – Anyway Anyhow Anywhere – 2:10
3. Paul Weller – Circles – 2:16
4. David Bowie – Pictures of Lily – 4:59
5. Pearl Jam – The Kids Are Alright – 2:53
6. Fastball – The Real Me – 3:10
7. Unamerican – Naked Eye – 5:38
8. Stereophonics – Who Are You – 4:32
9. Phish – 5.15 – 6:19
10. Sheryl Crow – Behind Blue Eyes – 3:56
11. The Who feat. Kelly Jones – Substitute – 2:59